# Ron Smith (hockey sur glace, 1944)
Pour les articles homonymes, voir Ronald Smith (homonymie) et Smith.
Ronald E. Smith (né le 28 janvier 1944 à Galt, dans la province de l'Ontario au Canada et mort le 2 janvier 2017 à Hamilton dans la même province) est un joueur et entraîneur de hockey sur glace ainsi qu'un joueur professionnel de baseball canadien.

## Biographie
Sportif accompli durant sa jeunesse, Ron Smith signe dans les années 1960 un contrat avec les Giants de San Francisco, franchise de la Ligue majeure de baseball, en tant que joueur de champ intérieur. Il joue deux saisons avec des équipes affiliées aux Giants, les Cowboys de Magic Valley de la Pioneer League en 1964 et les Commodores de Decatur de la Midwest League en 1965. À la fin de sa seconde année, il décide de reprendre ses études et retourne à l'Université de Waterloo qu'il avait fréquenté avant de signer avec les Giants. Devenu professeur d'une école secondaire de sa ville natale dont il dirige l'équipe de hockey, il joue aussi pour une équipe amateur locale, les Hornets de Galt de la OHA Senior A League. Avec cette équipe, il remporte la Coupe Allan en 1969 et 1972,.
Entre 1975 et 1978, il prend en charge les Platers de Guelph, membres de la Southern Ontario Junior A Hockey League puis de l'Ontario Provincial Junior A Hockey League. Il devient ensuite l'assistant de Roger Neilson pour les Maple Leafs de Toronto de la Ligue nationale de hockey (LNH), marquant le début d'une collaboration qui mènent les deux hommes chez les Sabres de Buffalo (1980-1981), les Canucks de Vancouver (1981-1984) et les Rangers de New York (1989-1991). Smith sert également sous les ordres de Harry Neale à Vancouver (1984-1985) et ceux de Doug Carpenter pour les Devils du New Jersey (1986-1988). En 1988-1989, il retourne diriger l'équipe de Guelph, désormais en Ligue de hockey de l'Ontario. En 1991, il est nommé à la tête des Rangers de Binghamton de la Ligue américaine de hockey (LAH). Au cours de l'édition suivante, il est appelé à remplacer Neilson, ce dernier s'étant mis à froid avec les joueurs de New York, Mark Messier en particulier. Il conserve le poste jusqu'à la fin de la saison, les Rangers manquant les séries éliminatoires après avoir fini derniers de la Division Patrick. Smith retourne ensuite pour deux saisons à Vancouver où il assiste Pat Quinn. En 1996, il devient l'entraîneur-chef des Cyclones de Cincinnati de la Ligue internationale de hockey (LIH), une équipe qu'il dirige jusqu'à la cessation d'activités de la ligue et du club en 2001. Les trois années suivantes le voient à la tête des Lock Monsters de Lowell de la LAH.
Ron Smith et son épouse Patty ont deux fils, Landry et Devin. En 2002, il est intronisé au temple de la renommée des sports de sa ville natale, le Cambridge Sports Hall of Fame.
Il meurt le 2 janvier 2017 à Hamilton en Ontario, à l'âge de 72 ans.

## Statistiques
| Saison    | Équipe                  | Ligue  |    | PJ | V  | D  | N  | Pr   | % V                         |  | Séries éliminatoires |
| 1975-1976 | Platers de Guelph       | SOJAHL | 60 | 41 | 9  | 10 | -  | 76,7 |                             |  |                      |
| 1976-1977 | Platers de Guelph       | SOJAHL |    |    |    |    |    |      |                             |  |                      |
| 1977-1978 | Platers de Guelph       | OPJAHL | 50 | 38 | 8  | 4  | -  | 80,0 |                             |  |                      |
| 1988-1989 | Platers de Guelph       | LHO    | 66 | 26 | 32 | 8  | -  | 45,5 | Éliminé en première ronde   |  |                      |
| 1991-1992 | Rangers de Binghamton   | LAH    | 80 | 41 | 30 | 9  | -  | 56,9 | Éliminé en deuxième ronde   |  |                      |
| 1992-1993 | Rangers de Binghamton   | LAH    | 38 | 28 | 5  | 5  | -  | 80,3 | Remplacé en cours de saison |  |                      |
| 1992-1993 | Rangers de New York     | LNH    | 44 | 15 | 22 | 7  | -  | 42,0 | Non qualifié                |  |                      |
| 1995-1996 | Cyclones de Cincinnati  | LIH    | 82 | 51 | 22 | -  | 9  | 67,7 | Éliminé en troisième ronde  |  |                      |
| 1996-1997 | Cyclones de Cincinnati  | LIH    | 82 | 43 | 29 | -  | 10 | 58,5 | Éliminé en première ronde   |  |                      |
| 1997-1998 | Cyclones de Cincinnati  | LIH    | 82 | 40 | 30 | -  | 12 | 56,1 | Éliminé en deuxième ronde   |  |                      |
| 1998-1999 | Cyclones de Cincinnati  | LIH    | 82 | 44 | 32 | -  | 6  | 57,3 | Éliminé en première ronde   |  |                      |
| 1999-2000 | Cyclones de Cincinnati  | LIH    | 82 | 44 | 30 | -  | 8  | 58,5 | Éliminé en troisième ronde  |  |                      |
| 2000-2001 | Cyclones de Cincinnati  | LIH    | 82 | 44 | 29 | -  | 9  | 59,1 | Éliminé en première ronde   |  |                      |
| 2001-2002 | Lock Monsters de Lowell | LAH    | 80 | 41 | 25 | 11 | 3  | 60,0 | Éliminé en première ronde   |  |                      |
| 2002-2003 | Lock Monsters de Lowell | LAH    | 80 | 19 | 51 | 7  | 3  | 30,0 | Non qualifié                |  |                      |
| 2003-2004 | Lock Monsters de Lowell | LAH    | 80 | 32 | 36 | 6  | 6  | 47,5 | Non qualifié                |  |                      |